# Curtea de Apel Suceava
Curtea de Apel Suceava este una din cele 16 curți de apel din România (15 curți de apel civile, respectiv o curte militară de apel). Funcționează în Palatul de Justiție din Suceava.

## Competența teritorială
- județul Botoșani
- județul Suceava

## Secții
- Secția I civilă
- Secția a II-a civilă
- Secția de contencios administrativ și fiscal
- Secția penală și pentru cauze cu minori.